# Karim Aïnouz
Karim Aïnouz (Fortaleza, 17 gennaio 1966) è un regista e sceneggiatore brasiliano.

## Biografia
Fratellastro della regista e sceneggiatrice Kamir, è stato cresciuto a Fortaleza dalla nonna materna e dalla madre, dopo che il padre, che avrebbe conosciuto solamente all'età di 18 anni, era tornato nel suo Paese, l'Algeria, lasciando quest'ultima incinta di sette mesi. Ha realizzato il suo primo cortometraggio nel 1991, il documentario Seams (1993), con protagoniste la nonna e le sue quattro sorelle, originariamente come "archivio privato", ma finendo poi per interessarsi al cinema sperimentale e alla videoarte.
Trasferitosi a New York per studiare cinema all'università, conosce Todd Haynes, lavorando al montaggio e al casting del suo primo lungometraggio Poison. Tornato in Brasile, dopo aver co-sceneggiato i film Disperato aprile e Lower City, esordisce alla regia di un lungometraggio con Madame Satã, presentato nella sezione Un Certain Regard del Festival di Cannes 2002. I seguenti O céu de Suely (2006) e Viajo porque preciso, volto porque te amo (2009) saranno presentati nella sezione Orizzonti del Festival di Venezia, mentre O abismo prateado (2011) di nuovo a Cannes, stavolta nella Quinzaine des Réalisateurs. Nel 2014, la sua commedia a tema LGBT Praia do Futuro, interpretata da Wagner Moura, viene presentata in concorso al Festival di Berlino.
Nel 2019 vince Un Certain Regard a Cannes con La vita invisibile di Eurídice Gusmão, che viene scelto come candidato brasiliano all'Oscar al miglior film straniero. Successivamente dirige il documentario O marinheiro das montanhas, sulla sua prima visita in Algeria e incentrato sulla storia dei suoi genitori, un'esperienza da cui nasce anche Nardjes A., un documentario sulla giornata di una giovane attivista durante le proteste in Algeria del 2019-2020 dalle quali Aïnouz era rimasto colpito.
Fa il suo esordio alla regia di un film in lingua inglese col dramma in costume L'ultima regina (2023), interpretato da Alicia Vikander e Jude Law, con cui concorre per la Palma d'oro a Cannes, così come l'anno seguente con Motel Destino, che segna la sua sesta volta nella selezione ufficiale del Festival.

## Filmografia

### Regista

#### Lungometraggi
- Madame Satã (2002)
- O céu de Suely (2006)
- Viajo porque preciso, volto porque te amo (2009)
- O abismo prateado (2011)
- Praia do Futuro (2014)
- La vita invisibile di Eurídice Gusmão (A vida invisível) (2019)
- L'ultima regina - Firebrand (Firebrand) (2023)
- Motel Destino (2024)

#### Documentari
- Zentralflughafen THF (2018)
- Nardjes A. (2020)
- O marinheiro das montanhas (2021)

#### Cortometraggi
- Seams – documentario (1993)
- Paixão nacional (1994)
- Les Ballons des bairros – documentario (1998)
- Rifa-me (2000)
- Sertão de acrílico azul piscina – documentario (2004)
- Sonnenallee – documentario (2011)
- O homen que desarmava bombas, episodio di Venice 70: Future Reloaded (2013)
- Centre Pompidou, episodio di Cattedrali della cultura 3D (Cathedrals of Culture) – documentario (2014)
- Brazil, episodio di Short Plays (2014)
- Domingo – documentario (2014)
- Diego Velázquez, ou le réalisme sauvage – documentario (2015)
- Missão Perséfone (2020)

#### Televisione
- Alice – serie TV, 9 episodi (2008)

### Sceneggiatore

#### Lungometraggi
- Disperato aprile (Abril despedaçado), regia di Walter Salles (2001)
- Madame Satã (2002)
- Lower City (Cidade baixa), regia di Sérgio Machado (2005)
- O céu de Suely (2006)
- Viajo porque preciso, volto porque te amo (2009)
- O abismo prateado (2011)
- Praia do Futuro (2014)
- La vita invisibile di Eurídice Gusmão (A vida invisível) (2019)
- Motel Destino (2024)

#### Cortometraggi
- Paixão nacional (1994)
- Rifa-me (2000)